# وایسنکیرشن ایم آترگو
وایسنکیرشن ایم آترگو (به آلمانی: Weißenkirchen im Attergau) یک منطقهٔ مسکونی در اتریش است که در ناحیه وکلابروک واقع شده‌است. وایسنکیرشن ایم آترگو ۲۷ کیلومتر مربع مساحت دارد ۶۵۰ متر بالاتر از سطح دریا واقع شده‌است.